# Norbert von Hannenheim
Norbert von Hannenheim, celým jménem Norbert Wolfgang Stephan Hann von Hannenheim (5. května 1898 Nagyszeben, (německy Hermannstadt, dnes Sibiu Rumunsko – 29. září 1945 Landeskrankenhaus Obrawalde u Międzyrzecze, Polsko) byl německý hudební skladatel původem z Rumunska. Jeden z významných členů Druhé vídeňské školy.

## Život
Narodil se v německé komunitě usídlené v Sedmihradsku. Navštěvoval německé gymnázium a učil se hrát na klavír. Jako samouk i příležitostně komponoval. Když měl v roce 1916 poprvé veřejně provést svou klavírní sonátu byl povolán do rakouské armády. Po skončení 1. světové války studoval hudbu ve Štýrském Hradci a po roce 1923 u Paula Graenera v Lipsku. Komponoval komorní i orchestrální hudbu ve zcela tonálním stylu. V roce 1925 v soutěži o Cenu George Enescu získal Druhou národní cenu za kompozici. V letech 1928–1929 pokračoval ve studiu u Sándora Jemnitze v Budapešti a poté se stal žákem Arnolda Schoenberga v jeho mistrovské třídě na berlínské hudební akademii.
V roce 1932 získal Státní cenu Felixe Mendelssohna-Bartholdyho. Přes mnohé úspěchy se potýkal s existenčními problémy. V témže roce se nervově zhroutil. Brzy se zotavil, získal ještě spolu se svými kolegy Cenu Emila Hertzky (Emil Hertzka-Preis), ale příchod Hitlera k moci znamenal konec jeho kariéry. Měl několik málo koncertů, věnoval se úpravám lidové hudby, ale s počátkem 2. světové války informace o skladateli mizí.
Mělo se dlouhou dobu zato, že zahynul na konci války při bombardování Berlína. Později se zjistilo, že byl s akutními psychickými problémy hospitalizován v Berlíně a poté převezen do vyhlazovacího tábora pro duševně nemocné Heil- und Pflegeanstalt Obrawalde (dnes v Polsku). Přežil nacistický režim, ale cca čtyři měsíce po skončení války zemřel na selhání srdce.

## Dílo
Hannenheim má u německého ochranného svazu autorského ("Genossenschaft Deutscher Tonsetzer") zaregistrováno 80 skladeb pro zpěv a klavír. Komponoval na slova básníků jako Rainer Maria Rilke, Friedrich Hölderlin, Max Dauthendey, Otto Erich Hartleben, Hermann Hesse, Friedrich Nietzsche, Christian Morgenstern, Rudolf G. Binding a Arno Holz. Dnes je známo pouze 45 z celkového počtu 230 skladeb. Ostatní byly ztraceny v chaosu posledních dnů války.